# 조던 메크너

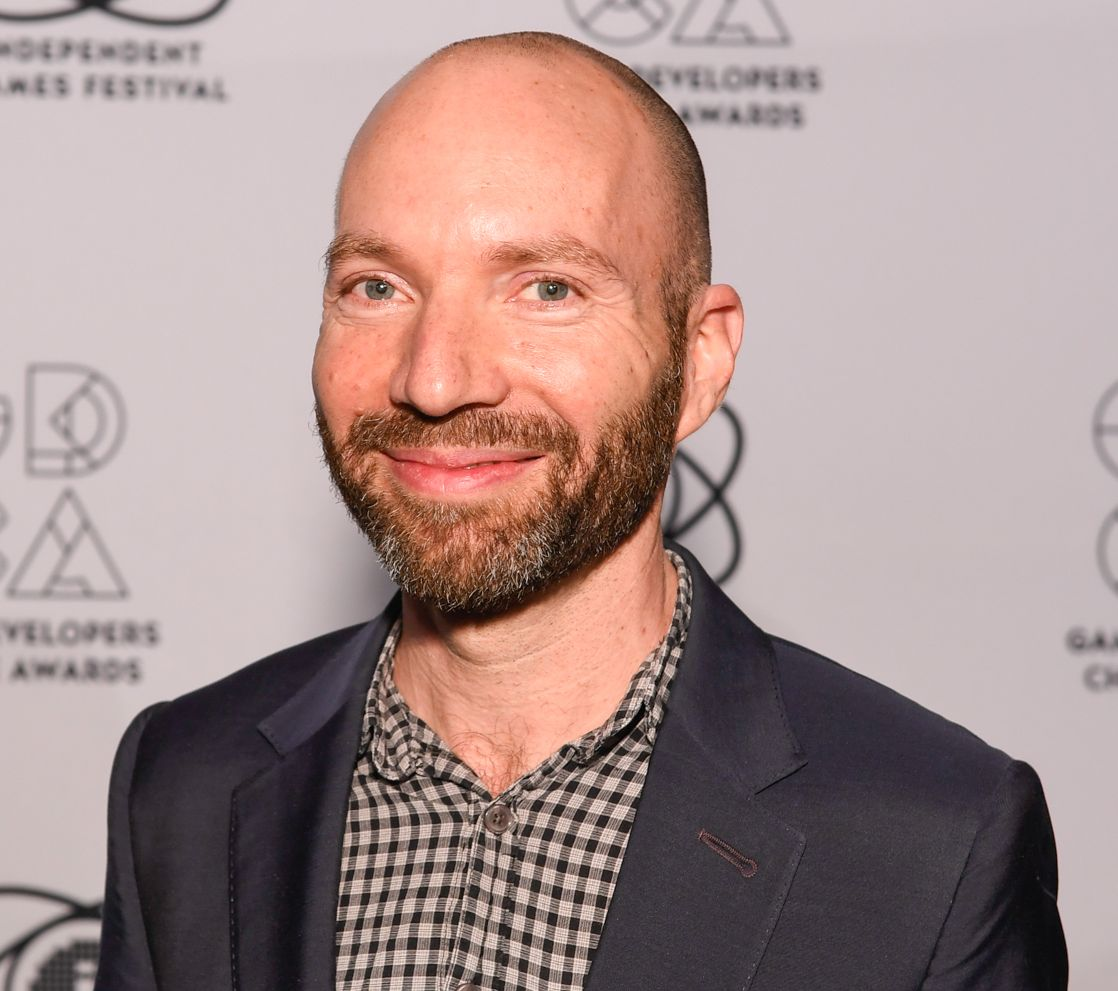

조던 메크너(Jordan Mechner, 1964년 7월 4일 ~ )는 미국의 비디오 게임 디자이너, 저자, 영화 제작자이다. 브로더번드 애플 II 게임 가라테카와 페르시아의 왕자를 1980년대에 디자인하고 프로그래밍했으며 페르시아의 왕자의 경우 멀티플랫폼 시리즈로 확대되었다.